# Templo de San Marcos (Puebla)
El Templo de San Marcos es un edificio para el culto católico ubicado en la ciudad de Puebla; en la avenida de la Reforma 730, esquina con 9 Norte. La construcción del templo data de 1769. El templo se caracteriza por su fachada barroca, decorada por ladrillo rojo y cerámica de talavera.

## Historia

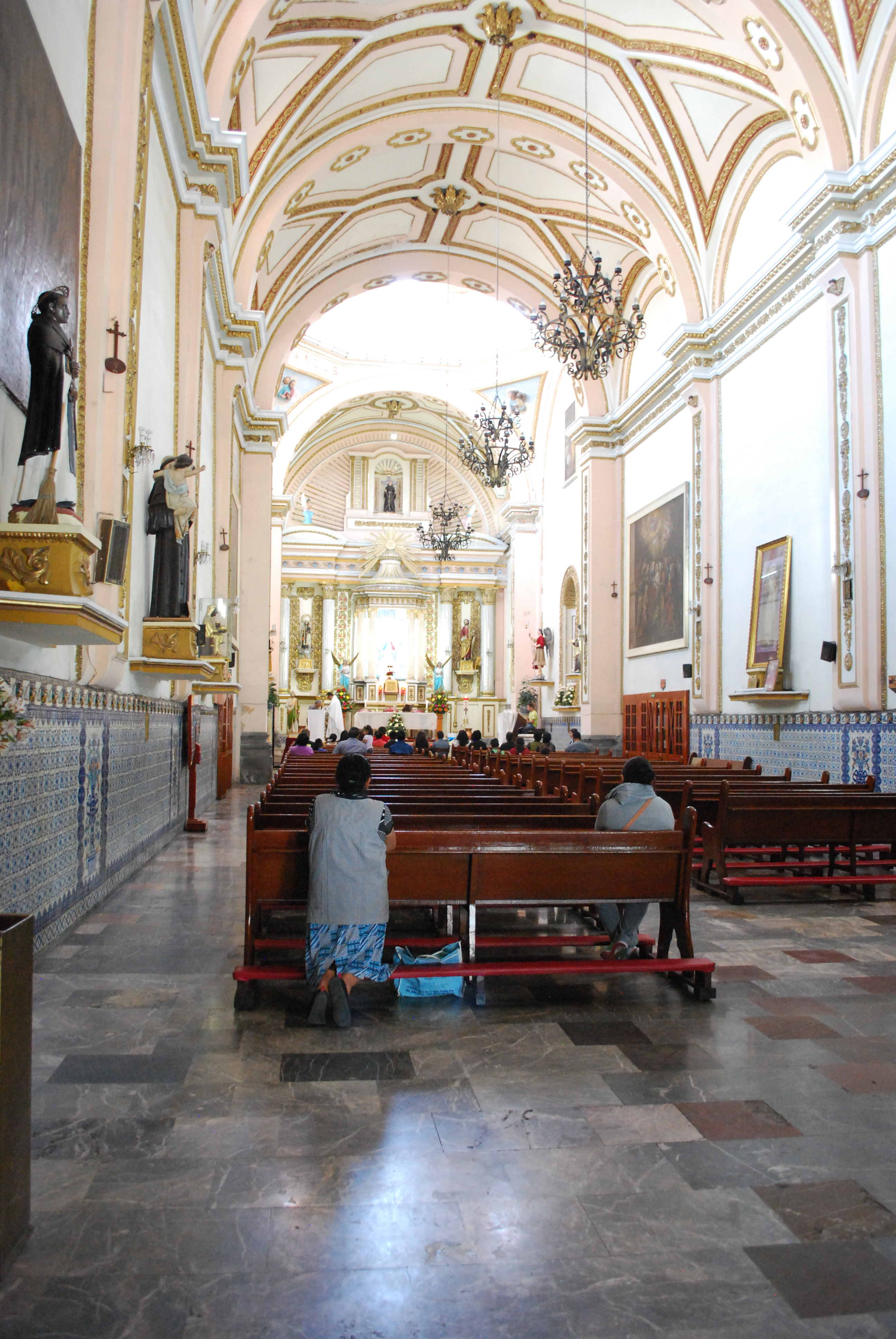
Interior.

El primer templo en ser erigido en este solar fue una humilde capilla dedicada a San Antonio Abad, cuyo único fin era que los viajeros se persignaran antes de salir a camino real. Más tarde se añadió una imagen mariana, que cambió el nombre de la capilla a Nuestra Señora del Buen Suceso. A principios del siglo XVII, el obispo Don Diego Romano decide fundar un templo al costado de aquella ermita, con la advocación de San Marcos Evangelista, bajo el pretexto de que pasara hasta acá la procesión que en el día del santo se hacía desde la catedral hasta Santo Domingo. Unas veracruzanas llegaron a la ciudad con el propósito de retirarse del mundo y fundar un convento, para lo cual el obispo les dona el templo todavía en construcción y la capillita en 1604. La fundación no dura debido a que, como eran pocas, los vecinos lograron convencerlas de unirse mejor al ya existente convento de Santa Teresa. Muerto Romano, su sucesor Alonso de la Mota, fundó el Colegio de San Ildefonso a un lado de la obra, mientras que ésta continuó y fue patrocinada  por la cofradía de la Preciosa Sangre de Cristo. Al fin, la iglesia fue bendecida en 1675, y en 1698 empezó a funcionar. Casi un siglo más tarde, en 1769, se constituyó el pequeño templo en parroquia, desmembrándola de la jurisdicción del Sagrario. La fachada fue terminada en 1797 y la torre en 1837.

## Estilo arquitectónico
Posee una fachada barroca, estilo poblano, con petatillo y lozas de talavera en las que se muestran nueve imágenes. Parte del interés estilístico del templo está en la cerámica de la fachada y los ladrillos, un trabajo de artesanos de la talavera poblana. De pequeño tamaño, es de una sola nave y disposición lineal.

## Obras de arte
En el presbiterio hay un cuadro de la Virgen Dolorosa (siglo XVIII) con la representación de los siete dolores. Sobre los confesionarios hay dos lienzos de grandes proporciones: uno representando la Coronación de la Virgen María, con la Santísima Trinidad y numerosos ángeles; otro representando el Tránsito de María con los apóstoles a su alrededor.